# Liste der Gouverneure der namibischen Regionen
Die Liste der Gouverneure der namibischen Regionen enthält alle Gouverneure der 1992 gegründeten Regionen von Namibia seit der Unabhängigkeit des Landes 1990. Seit 2010 werden diese vom Staatspräsidenten ernannt; zuvor wurden sie aus den Reihen der jeweiligen Regionalratsmitglieder gewählt.
In der Übergangszeit von 1990 bis 1992 wurden Regionalkommissare (englisch Regional Commissioner) vom Staatspräsidenten zur Führung der Verwaltung der alten Regionen ernannt. Für die Regional-Repräsentanten (englisch Regional representatives) der Regionen von 1990 bis 1992 siehe Regionen von Namibia#Ehemalige Regionen.

## Amtierende Gouverneure
In der folgenden Tabelle sind die amtierenden Gouverneure der Regionen Namibias aufgeführt. (Stand Juli 2025)
| Region       | Gouverneur                 | Bild | Geburtsdatum | Partei | Partei | Amtsantritt   | Parteien im Regionalrat          |
| ------------ | -------------------------- | ---- | ------------ | ------ | ------ | ------------- | -------------------------------- |
| Erongo       | Natalia ǀGoagosesKlicklaut |      |              | SWAPO  |        | 1. Juli 2025  | IPC SWAPO UDF                    |
| Hardap       | Riaan McNab                |      |              | SWAPO  |        | 28. März 2025 | LPM SWAPO                        |
| ǁKharas      | David Gerze                |      |              | SWAPO  |        | 1. Juli 2025  | LPM SWAPO                        |
| Kavango-Ost  | Julius Hambyuka            |      |              | SWAPO  |        | 28. März 2025 | SWAPO Unabhängiger Kandidat      |
| Kavango-West | Verna Sinimbo              |      | 9. Juli 2025 | SWAPO  |        | 28. März 2025 | SWAPO                            |
| Khomas       | Sam Nujoma der Jüngere     |      |              | SWAPO  |        | 28. März 2025 | SWAPO IPC LPM PDM                |
| Kunene       | Vipuakuje Muharukua        |      |              | SWAPO  |        | 28. März 2025 | PDM UDF SWAPO                    |
| Ohangwena    | Kadiva Diana Hamutumwa     |      |              | SWAPO  |        | 1. Juli 2025  | SWAPO                            |
| Omaheke      | Pijoo Nganate              |      |              | SWAPO  |        | 7. Apr. 2020  | SWAPO NUDO                       |
| Omusati      | Immanuel Shikongo          |      |              | SWAPO  |        | 1. Juli 2025  | SWAPO                            |
| Oshana       | Hofni Iipinge              |      |              | SWAPO  |        | 1. Juli 2025  | SWAPO                            |
| Oshikoto     | Sacky Kathindi             |      |              | SWAPO  |        | 28. März 2025 | SWAPO                            |
| Otjozondjupa | John ǁKhmuseb              |      |              | SWAPO  |        | 28. März 2025 | SWAPO NUDO                       |
| Sambesi      | Dorothy Mareka-Kabula      |      |              | SWAPO  |        | 1. Juli 2025  | SWAPO Unabhängige Kandidaten IPC |

## Ehemalige Gouverneure

### Erongo

Lage in Namibia
Wappen
Wahlkreise in Erongo

| Amtszeit  | Gouverneur          | Partei | Anmerkungen | Bild |
| --------- | ------------------- | ------ | ----------- | ---- |
| 1992–1999 | Asser Kapere        | SWAPO  |             |      |
| 1999–2010 | Samuel Nuuyoma      | SWAPO  |             |      |
| 2010–2020 | Cleophas Mutjavikua | SWAPO  |             |      |
| 2020–2025 | Neville Andre-Itope | SWAPO  |             |      |

### Hardap

Lage in Namibia
Wappen
Wahlkreise in Hardap

| Amtszeit           | Gouverneur            | Partei   | Anmerkungen | Bild |
| ------------------ | --------------------- | -------- | ----------- | ---- |
| vor max. 1995      |                       |          |             |      |
| mind. ab 1995–2004 | Pieter Boltman        | DTA (RP) |             |      |
| 2004–2015          | Katrina Hanse-Himarwa | SWAPO    |             |      |
| 2015–2020          | Esme Isaack           | SWAPO    |             |      |
| 2020–2025          | Salomon April         | SWAPO    |             |      |

### ǁKharas

Lage in Namibia
Wappen
Wahlkreise in ǁKharas

| Amtszeit  | Gouverneur         | Partei | Anmerkungen | Bild |
| --------- | ------------------ | ------ | ----------- | ---- |
| 1992–2004 | Stephanus Goliath  | SWAPO  |             |      |
| 2004–2010 | Dawid Boois        | SWAPO  |             |      |
| 2010–2015 | Bernadus Swartbooi | SWAPO  |             |      |
| 2015–2020 | Lucia Basson       | SWAPO  |             |      |
| 2015–2025 | Aletta Fredericks  | SWAPO  |             |      |

### Kavango

Lage in Namibia
Wappen
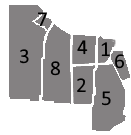
Wahlkreise in Kavango

| Amtszeit  | Gouverneur        | Partei | Anmerkungen | Bild |
| --------- | ----------------- | ------ | ----------- | ---- |
| vor 1999  |                   |        |             |      |
| 1999–2004 | Sebastiaan Karupu | SWAPO  |             |      |
| 2004–2010 | John Thighuru     | SWAPO  |             |      |
| 2010–2013 | Maurus Nekaro     | SWAPO  |             |      |
| 2013      | Samuel Mbambo     | SWAPO  |             |      |

#### Kavango-Ost

Lage in Namibia
Wahlkreise in Kavango-Ost

| 2013–2020 | Samuel Mbambo | SWAPO |  |  | 2020–2025 | Bonifatius Wakudumo | SWAPO |  |  |

#### Kavango-West

Lage in Namibia
Wahlkreise in Kavango-West

| Amtszeit  | Gouverneur    | Partei | Anmerkungen | Bild |
| --------- | ------------- | ------ | ----------- | ---- |
| 2013–2014 | Samuel Mbambo | SWAPO  |             |      |
| 2014–2025 | Sirkka Ausiku | SWAPO  |             |      |

### Khomas

Lage in Namibia
Wappen
Wahlkreise in Khomas

| 1992–2004 | John Pandeni     | SWAPO |  |  |           |                       |       |  |  |
| 2004–2010 | Sophia Shaningwa | SWAPO |  |  |           |                       |       |  |  |
| 2010–2012 | Samuel Nuuyoma   | SWAPO |  |  | 2012–2025 | Laura McLeod-Katjirua | SWAPO |  |  |

### Kunene

Lage in Namibia
Wappen
Wahlkreise in Kunene

| Amtszeit                       | Gouverneur                | Partei | Anmerkungen | Bild |
| ------------------------------ | ------------------------- | ------ | ----------- | ---- |
| 1992–                          |                           |        |             |      |
| –2004                          | Simpson Tjongarero        | UDF    |             |      |
| 2004–2010                      | Themistokles Dudu Murorua | UDF    |             |      |
| 2010–21. April 2015            | Joshua ǁHoëbeb            | SWAPO  |             |      |
| 21. April 2015–1. Oktober 2017 | Angelika Muharukua        | SWAPO  |             |      |
| 2018–28. März 2025             | Marius Sheya              | SWAPO  |             |      |

### Ohangwena

Lage in Namibia
Wappen
Wahlkreise in Ohangwena

| Amtszeit  | Gouverneur          | Partei | Anmerkungen | Bild |
| --------- | ------------------- | ------ | ----------- | ---- |
| 1992–2004 | Billy Mwaningange   | SWAPO  |             |      |
| 2004–2020 | Usko Nghaamwa       | SWAPO  |             |      |
| 2020–2023 | Walde Ndevashiya    | SWAPO  |             |      |
| 2023–2025 | Sebastian Ndeitunga | SWAPO  |             |      |

### Omaheke

Lage in Namibia
Wappen
Wahlkreise in Omaheke

| Amtszeit  | Gouverneur            | Partei | Anmerkungen       | Bild |
| --------- | --------------------- | ------ | ----------------- | ---- |
| 1992–     |                       |        |                   |      |
| 2001–     | Laura McLeod-Katjirua | SWAPO  |                   |      |
| –2013     | Rehabeam Kamehozu     | SWAPO  | im Amt verstorben |      |
| 2013–2020 | Festus Ueitele        | SWAPO  |                   |      |

### Omusati

Lage in Namibia
Wappen
Wahlkreise in Omusati

| Amtszeit  | Gouverneur          | Partei | Anmerkungen | Bild |
| --------- | ------------------- | ------ | ----------- | ---- |
| 1992–1999 | Nangolo Mukwiilongo | SWAPO  |             |      |
| 1999–2010 | Sackey Kayone       | SWAPO  |             |      |
| 2010–2015 | Sophia Shaningwa    | SWAPO  |             |      |
| 2015–2025 | Erkki Endjala       | SWAPO  |             |      |

### Oshana

Lage in Namibia
Wappen
Wahlkreise in Oshana

| Amtszeit  | Gouverneur           | Partei | Anmerkungen | Bild |
| --------- | -------------------- | ------ | ----------- | ---- |
| 1992–1999 | Sylvanus Vatuva      | SWAPO  |             |      |
| 1999–2018 | Clemence Kashuupulwa | SWAPO  |             |      |
| 2019–2025 | Elia Irimari         | SWAPO  |             |      |

### Oshikoto

Lage in Namibia
Wappen
Wahlkreise in Oshikoto

| Amtszeit  | Gouverneur       | Partei | Anmerkungen | Bild |
| --------- | ---------------- | ------ | ----------- | ---- |
| 1992–1999 |                  |        |             |      |
| 1999–2004 | Vilho Kamanya    | SWAPO  |             |      |
| 2004–2015 | Penda Ya Ndakolo | SWAPO  |             |      |
| 2015–2020 | Henock Kankoshi  | SWAPO  |             |      |
| 2020–2025 | Penda Ya Ndakolo | SWAPO  |             |      |

### Otjozondjupa

Lage in Namibia
Wappen
Wahlkreise in Otjozondjupa

| Amtszeit           | Gouverneur         | Partei | Anmerkungen | Bild |
| ------------------ | ------------------ | ------ | ----------- | ---- |
| 1992–1999          |                    |        |             |      |
| 1999–2003          | Grace Uushona      | SWAPO  |             |      |
| 2003–2008          | Theophilus Eiseb   | SWAPO  |             |      |
| 2008–2010          | Ferdinand Kavetuna | SWAPO  |             |      |
| 2010–2012          | Rehabeam Kamehozu  | SWAPO  |             |      |
| 2012–2015          | Samuel Nuuyoma     | SWAPO  |             |      |
| 2015–2020          | Otto Ipinge        | SWAPO  |             |      |
| 2020–28. März 2025 | James Uerikua      | SWAPO  |             |      |

### Sambesi

Lage in Namibia
Wappen
Wahlkreise in Sambesi

| Amtszeit  | Gouverneur         | Partei | Anmerkungen                       | Bild |
| --------- | ------------------ | ------ | --------------------------------- | ---- |
| 1992–?    | Felix Mukasa       | DTA    | als Gouverneur der Region Caprivi |      |
| ?–1999    | John Mabuku        | DTA    | als Gouverneur der Region Caprivi |      |
| 1999–2008 | Bernard Sibalatani | SWAPO  | als Gouverneur der Region Caprivi |      |
| 2008–2010 | Leonard Mwilima    | SWAPO  | als Gouverneur der Region Caprivi |      |
| 2010–2025 | Lawrence Sampofu 1 | SWAPO  |                                   |      |